# Jacques de Baerze

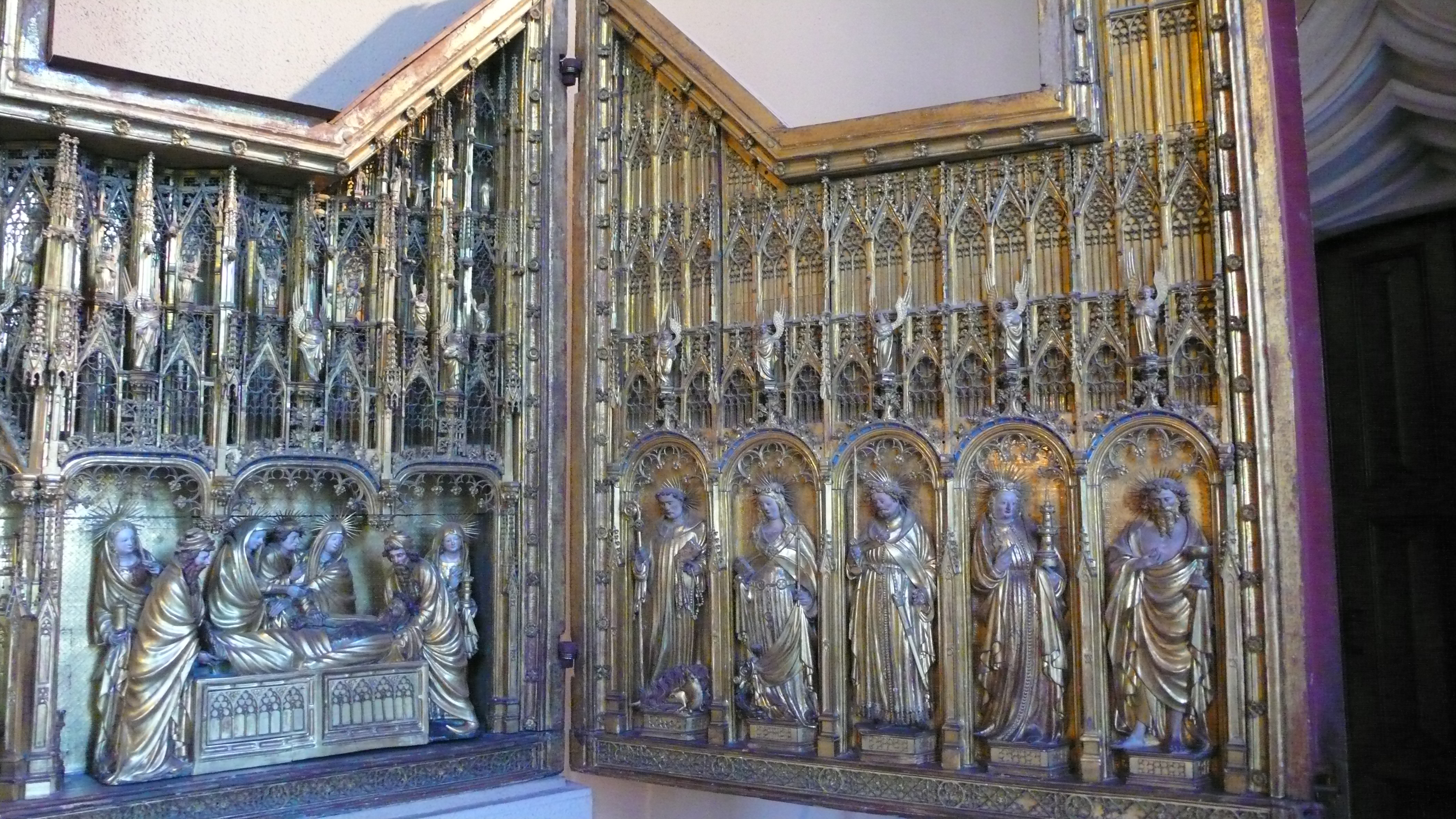
Retable de la Crucifixion ; détail du panneau droit.

Jacques de Baerze (actif avant 1384, mort après 1399) est un sculpteur sur bois flamand, dont deux des principaux retables sculptés sont conservés à Dijon, l'ancienne capitale du duché de Bourgogne, en France.

## Biographie
De Baerze est probablement venu de Gand et a vécu à Termonde, à une trentaine de kilomètres, non loin d'Anvers et de Bruxelles. Il était certainement un maître reconnu avant la mort en janvier 1384 du souverain local, Louis II de Flandre, duc de Brabant, qui lui avait commandé deux retables en bois qui n'ont pas survécu, l'un pour la chapelle du château de Termonde, et l'autre pour l'hospice de l'abbaye cistercienne de la Bijloke, près de Gand. Ces œuvres sont remarquées par Philippe le Hardi, duc de Bourgogne, beau-fils de Louis II de Flandre et successeur du comte de Flandre. En 1385, Philippe avait fondé à côté de Dijon, la chartreuse de Champmol, lieu de sépulture des  Valois de Bourgogne contenant d'impressionnantes œuvres d'art. En 1390, il commande à de Baerze deux retables similaires pour Champmol : le premier, maintenant connu sous le nom d'Autel des saints et des martyrs de la salle capitulaire et le plus grand, connu sous le nom de Retable de la Crucifixion, le principal autel de l'église. Les deux œuvres, commandées ensemble pour former un grand retable, sont des triptyques avec des volets battants, sculptés à l'intérieur. Les panneaux extérieurs, visibles quand les volets sont fermés, devaient être peints par l'artiste de cour Melchior Broederlam (un autre artiste qui avait déjà travaillé pour Louis). Seuls les panneaux peints du grand retable ont survécu. Les triptyques devaient être présentés fermés, montrant les tableaux, et ne devaient s'ouvrir que les jours de fête, pour dévoiler les sculptures.
L'iconographie des deux artistes était conçue pour se compléter mutuellement, avec une séquence peinte des scènes de l'enfance du Christ et à l'intérieur des scènes sculptées de l'Adoration des Mages, une Crucifixion au centre et une mise au tombeau du Christ, flanquée de saints à l'intérieur des panneaux latéraux. Au-dessus, il est de style gothique, décoré de petites figures de saints et d'anges. L'ensemble de ces deux œuvres est doré ou peint. L'Autel des saints et des martyrs à 159 cm de haut et 252 cm de large, panneaux ouverts. Pour le Retable de la Crucifixion, les dimensions sont de 167 cm sur 252 cm. Les retables sont transportés de Termonde à Dijon en août 1391, mais sont renvoyés en Flandre un an plus tard. La peinture et la dorure sont terminées par Broederlam dans son atelier à Ypres. Le règlement général de la guilde stipule que la sculpture, la peinture et les dorures ont été effectuées par les membres des différentes guildes. Ils sont renvoyés à Champmol, approuvés par un comité comprenant Claus Sluter, et installés avant la fin 1399, après quoi de Baerze disparaît des documents.
Après la Révolution française, les retables sont déplacés au musée des beaux-arts de Dijon avec les panneaux de Broederlam, qui, contrairement à l'époque de leur création, sont maintenant considérés comme ayant une grande importance dans le développement de la peinture primitive flamande. Les deux retables de de Baerze sont probablement les premiers exemples flamands de ce type intégralement conservés, mais il y en avait certainement d'autres, à la même époque, la forme s'étant d'abord probablement développée aux Pays-Bas. Comme il n'existe pratiquement aucune autre œuvre comparable de cette période, il est difficile d'évaluer l'originalité de de Baerze, sa place dans la tradition, mais il participe clairement du gothique international de son temps. On suppose que l'essentiel de son œuvre était conçue pour des églises locales et des institutions religieuses. En fait, l'iconoclasme qui succède à la Réforme a entraîné la destruction d'un si grand nombre d'autels en bois sculpté flamands, que seuls quelques fragments ont survécu lors des 80 années suivantes, alors que l'Allemagne en a conservé de nombreux exemples.
D'autres sculptures plus petites sont attribuées à de Baerze, y compris le crucifix de l'autel, haut de 28 cm, qui faisait partie de la commande Champmol, maintenant à l'Art Institute of Chicago, et un Saint George au musée Mimara à Zagreb.

## Retable de la crucifixion

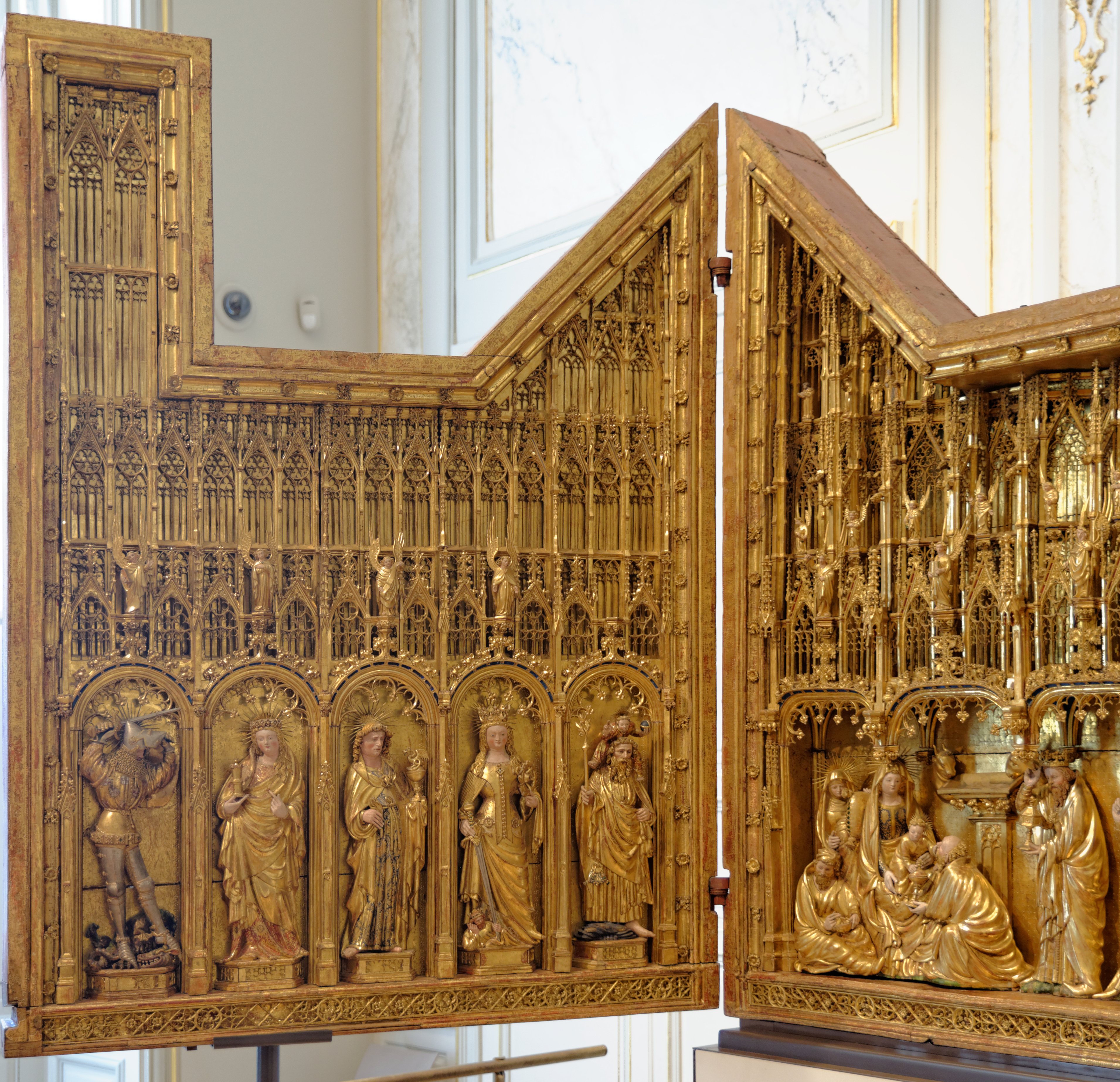
Retable de la crucifixion, volet gauche.
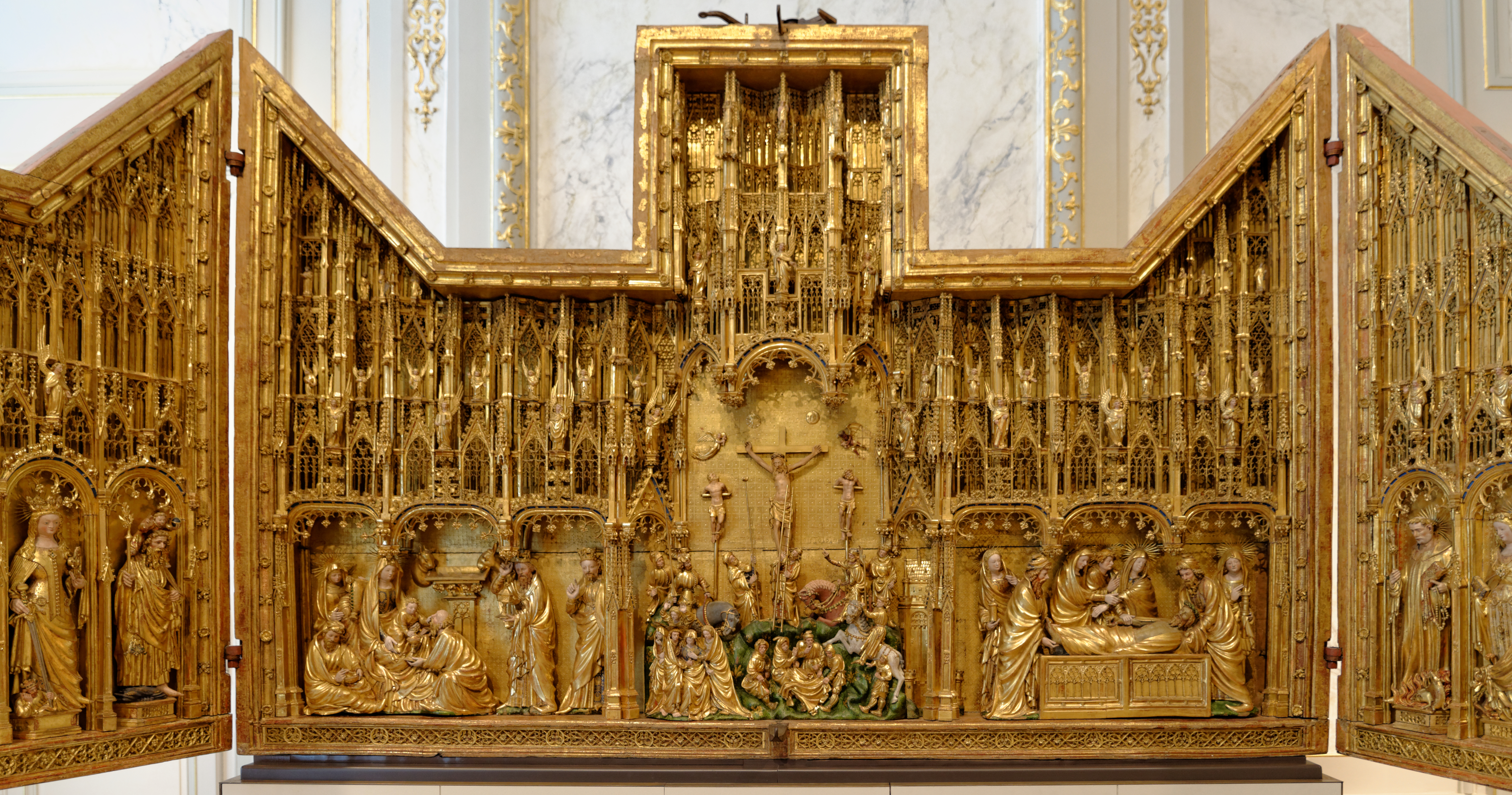
Retable de la crucifixion, panneau central.
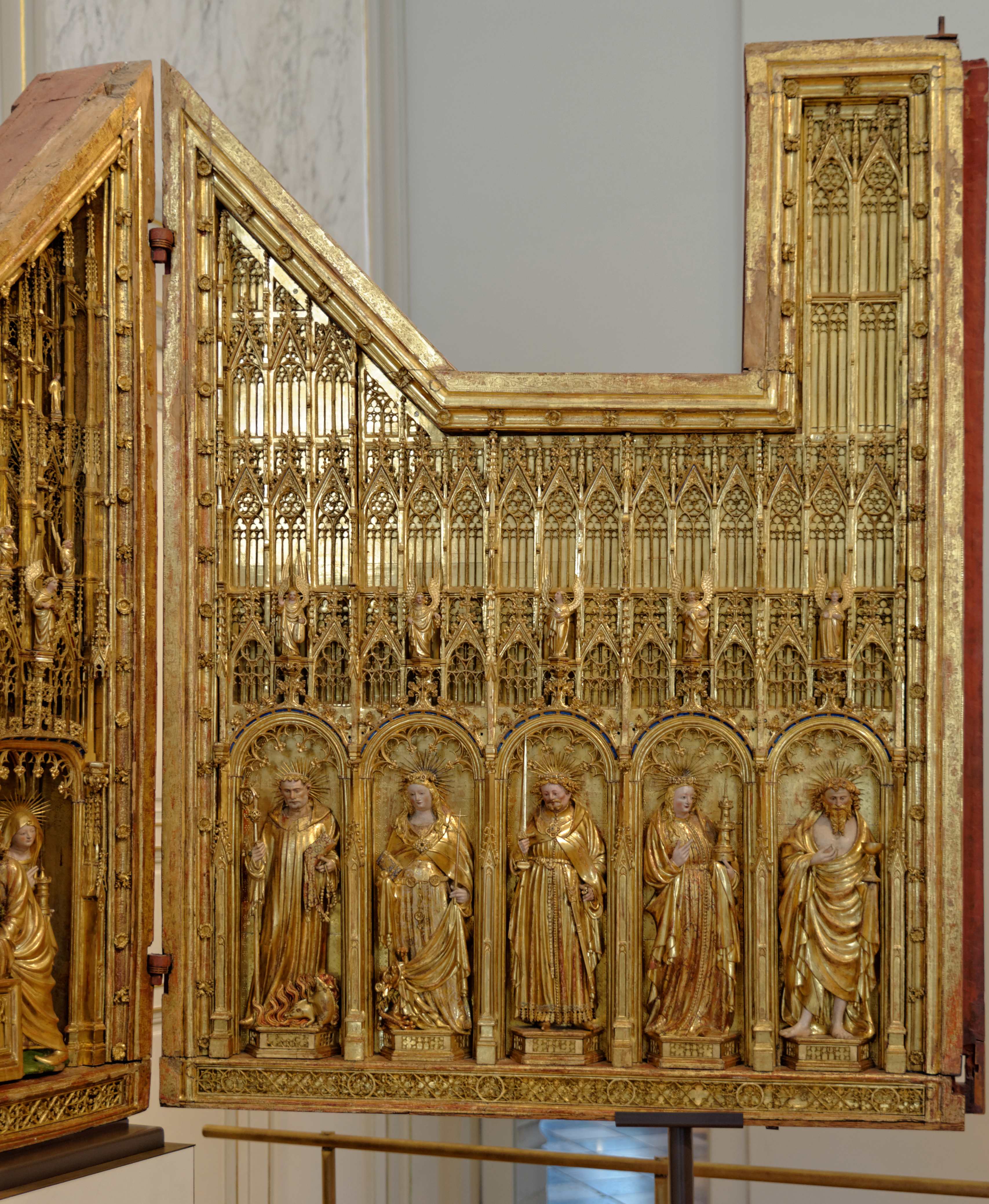
Retable de la crucifixion, volet droit.
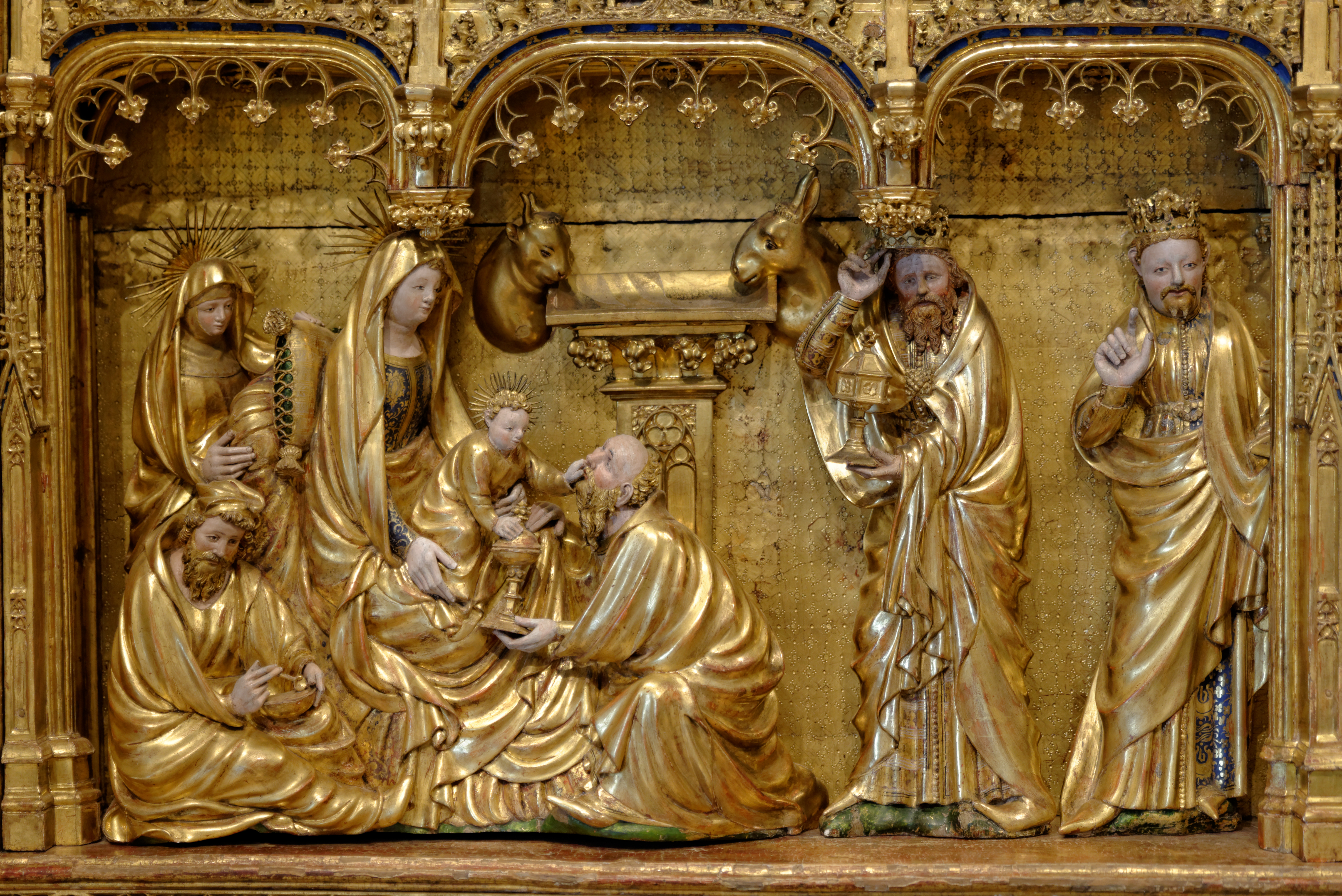
Détail : l'adoration des mages.
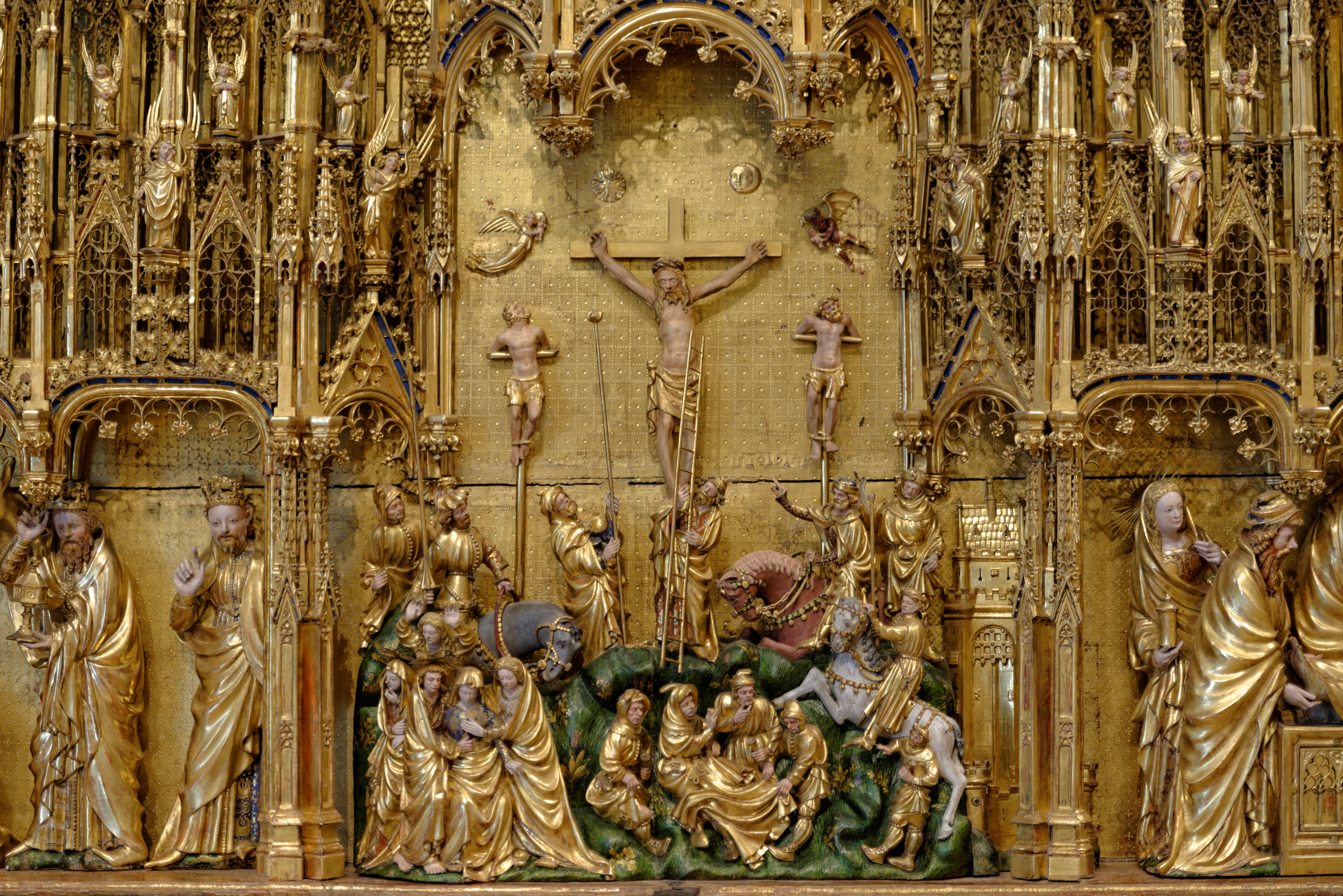
Détail : la crucifixion.
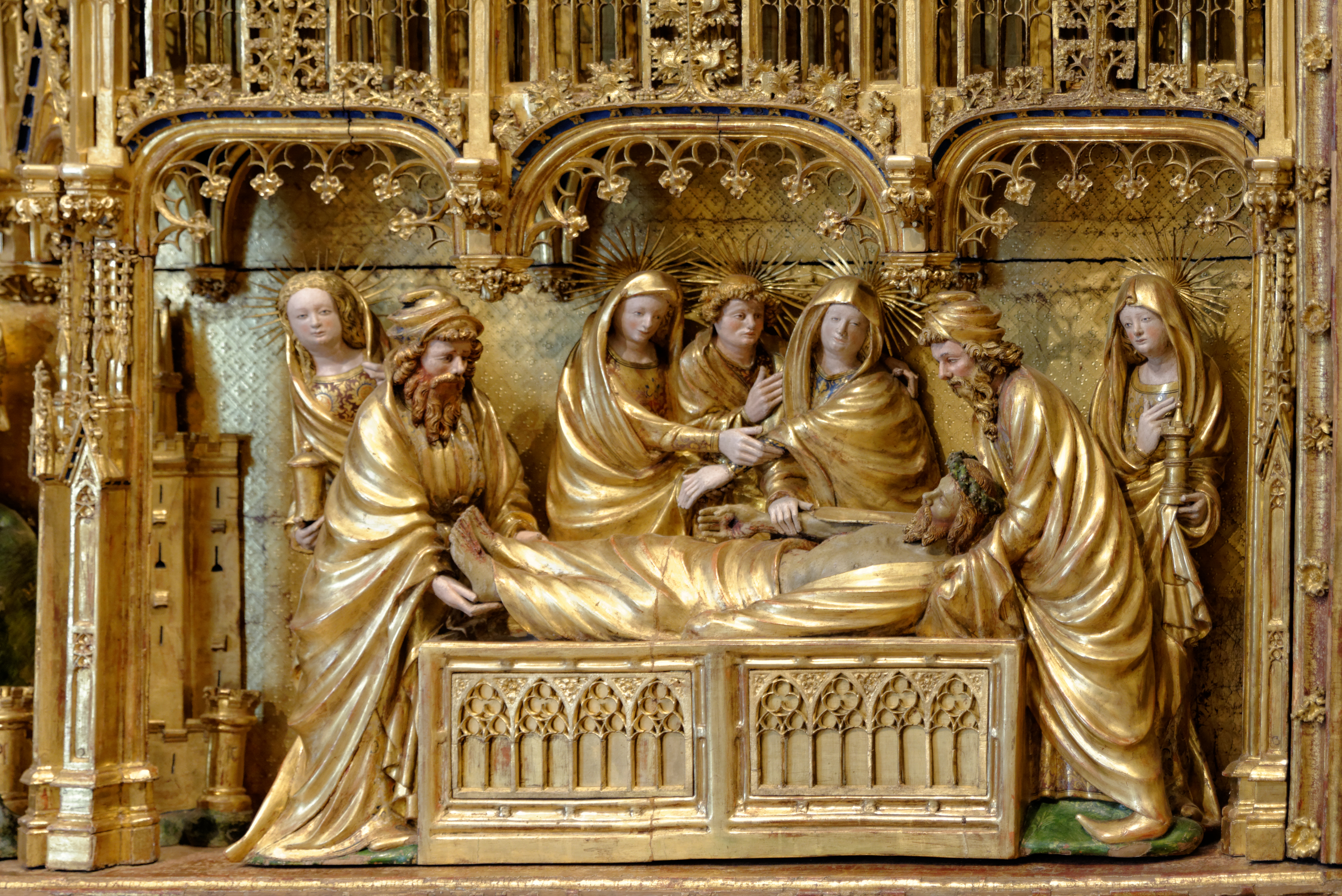
Détail : la mise au tombeau.